# Salvino Azzopardi
Pour les articles homonymes, voir Azzopardi.
Salvino Azzopardi, né le 21 juin 1931 à Hamrun (Malte) et décédé le 6 août 2006 à Naxxar (Malte), était un prêtre jésuite maltais, philosophe indianisant et professeur de philosophie en Inde, au Sri Lanka et à Malte.

## Biographie

### Jeunesse et formation
Cinquième enfant du procureur général Philip Azzopardi et de Giuseppina Borg - et neveu du serviteur de Dieu, Eugenio Borg, frère de sa mère -, Salvino est né le 21 juin 1931 à Hamrun sur l’île de Malte. Il fait sa scolarité au lycée local et, dans sa jeunesse, rejoint la ‘Ligue’ un mouvement d’action catholique où il est chargé de la formation chrétienne des aspirants.   
En 1947, à l'âge de seize ans, Salvino entre dans la Compagnie de Jésus et fait son noviciat à Naxxar, y suivant son frère aîné Anton, entré deux ans auparavant. À la fin de cette formation spirituelle initiale, il prononce ses ‘premiers vœux’ à Naxxar. S’ensuivent les études traditionnelles de la formation jésuite : deux ans de ‘Lettres’ à Naxxar, trois ans de Philosophie à Vals-près-le-Puy en France, une année d’expérience apostolique (régendat) au Collège Saint-Louis à Malte, suivie d’une autre à Clongowes Wood College en Irlande. Puis quatre années d’études théologiques au collège Heythrop (en), dans l’Oxfordshire en Angleterre, où il est ordonné prêtre le 31 juillet 1959. Le père Azzopardi fait son Troisième An à Florence, en Italie, après quoi - c'est-à-dire en 1961 - il est envoyé à l'Université grégorienne de Rome où, en 1963, il obtient son doctorat en philosophie "cum laude".

### Carrière
En 1964 Azzopardi est envoyé en Inde où les Jésuites maltais dirigent une ‘Mission’ parmi les Santals du Chotanagpur. Cependant sa compétence intellectuelle fait qu’il est plutôt nommé professeur de philosophie au philosophat jésuite (et Athénée pontifical) de Pune, au Maharastra.   
Le père Azzopardi se donne entièrement à l’enseignement et la formation de séminaristes et jeunes jésuites se préparant au sacerdoce. Polyvalent il enseigne avec un égal succès la logique l’épistémologie, l’éthique, la métaphysique. Plus tard il se lancera également dans l’étude comparative du mysticisme et la méta-philosophie. Toujours en recherche il combine les idées des philosophies indiennes et occidentales.
En 1988 des soucis de santé le contraignent à rentrer à Malte. Il subit une grave opération cardiaque à Londres, à la suite de quoi il passe un an de convalescence dans son pays natal. Dans l’impossibilité de rentrer à Pune, en Inde, car il n’obtient pas de nouveau permis de séjour, il est appelé à renforcer le corps professoral du nouveau philosophat jésuite de Kandy, au Sri Lanka.   
Azzopardi ne reste que quelques années à Kandy car il est bientôt appelé à être le recteur du séminaire diocésain de Gozo, la seconde île de Malte. Son mandat terminé en 2001, il prend résidence dans la maison jésuite de Naxxar, sa santé lui donnant de nouveaux soucis. 
Toujours assoiffé de connaissance il continue études et recherches en sanscrit, grec et hébreu et même arabe. Il aime ce caractère gratuit de la recherche et connaissance.
Des crises pulmonaires de plus en plus fréquentes et graves réduisent sa mobilité ; ses forces diminuent. Le père Salvino Azzopardi meurt le 6 août 2006 à Naxxar.

## Écrits
Entièrement donné à son œuvre d’enseignant le père Azzopardi n’a jamais poussé à la publication – articles ou livres – de ses écrits qui sont cependant abondants et originaux.  Ses ‘notes’ préparées pour des étudiants étaient régulièrement revues, sa pensée étant en constante évolution.    
- Epistemology (notes miméographées) Jnana-Deepa Vidyapeeth, Pune, 1983.
- Logic (notes miméographées) Jnana-Deepa Vidyapeeth, Pune, 1984.
- Metaphilosophy (notes miméographées) Jnana-Deepa Vidyapeeth, Pune, 1983.
- Ethics (notes miméographées) Jnana-Deepa Vidyapeeth, Pune, 1985.
- Theism and the Problem of Evil (notes cyclostylées), Jnana Deepa Vidyapeeth, Pune, n.d.
- Phenomenology of Religion (notes cyclostylées), Jnana Deepa Vidyapeeth, Pune, n.d.
- Philosophy of Religion (notes cyclostylées), Jnana Deepa Vidyapeeth, Pune, n.d.
- Mysticism (notes cyclostylées), Jnana Deepa Vidyapeeth, Pune, n.d.
- Thomas Aquinas (Notes cyclostylées), Jnana Deepa Vidyapeeth, Pune, n.d.
- The Controversy about Christian Philosophy (1931-1963), Rome, PUG, 1994, 83pp.
- Epistemology and Phenomenology of Religions: Creative Insights into Intercultural and Interreligious Dialogue, édité par Kuruvilla Pandikattu, Christian World Imprints, New Delhi and Jnana-Deepa Vidyapeeth, Pune, 2018.